# Drobnołuszczak fioletowoczarniawy

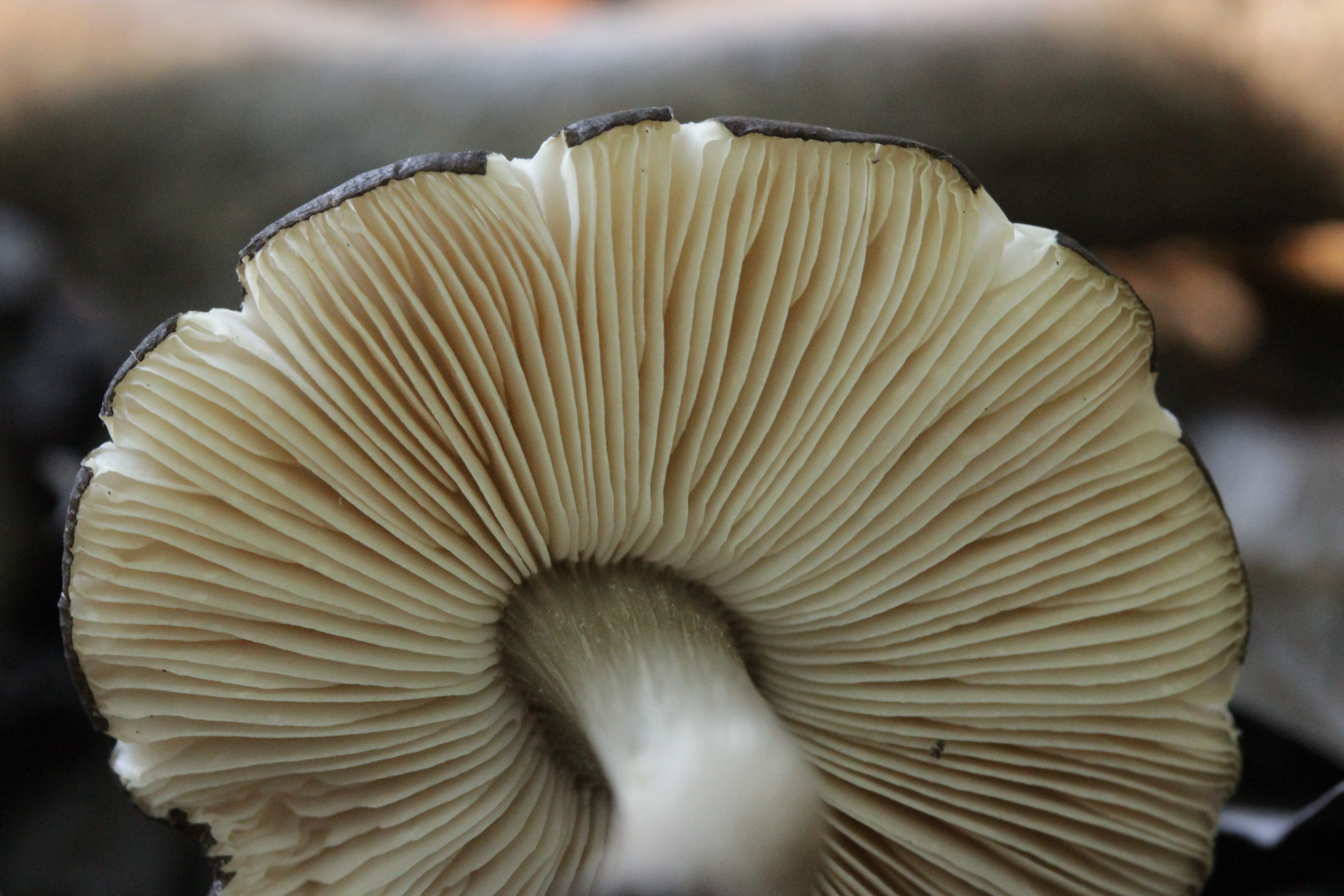

Drobnołuszczak fioletowoczarniawy (Pluteus podospileus Sacc. & Cub.) – gatunek grzybów należący do rodziny łuskowcowatych (Pluteaceae).

## Systematyka i nazewnictwo
Pozycja w klasyfikacji według Index Fungorum: Pluteus, Pluteaceae, Agaricales, Agaricomycetidae, Agaricomycetes, Agaricomycotina, Basidiomycota, Fungi.
Po raz pierwszy gatunek ten opisali Pier Andrea Saccardo w roku 1887 i Giuseppe Cuboni w roku 1881.
Synonimy:

- Agaricus spilopus Berk. & Broome 1881
- Leptonia seticeps G.F. Atk. 1902
- Pluteus minutissimus Maire 1937
- Pluteus minutissimus f. major Kühner 1953
- Pluteus minutissimus f. major Kühner 1956
- Pluteus nanus var. podospileus (Sacc. & Cub.) Rick 1938
- Pluteus podospileus f. minutissimus (Maire) Vellinga 1985
- Pluteus podospileus var. minutissimus Wasser 1992
- Pluteus psichiophorus var. minutissimus (Maire) Singer 1956
- Pluteus psichiophorus var. seticeps (G.F. Atk.) Singer 1956
- Pluteus seticeps (G.F. Atk.) Singer 1959
- Pluteus seticeps var. cystidiosus Minnis & Sundb. 2010

Alina Skirgiełło w 1999 roku opisała ten gatunek pod nazwą łuskowca włókienkowatego. Władysław Wojewoda w roku 2003 zaproponował nazwę drobnołuszczaka fioletowoczarniawego.

## Morfologia
Kapelusz
Średnica 1–3 cm, u młodych okazów stożkowaty, z wiekiem rozpościerający się, w stanie dojrzałym całkiem płaski, czasem z niewielkim garbkiem. Powierzchnia ciemnobrązowa, na środku prawie czarna, aksamitno-ziarnista, matowa, czasami bruzdowana lub żyłkowana do połowy średnicy.
Blaszki
Wolne, dość gęste, brzuchate, o szerokości do 4 mm, początkowo jasnoróżowe, potem różowobrązowawe. Ostrza tej samej barwy, delikatnie piłkowane.
Trzon
Wysokość 1,8–4 cm, grubość do 0,1–1,2 cm, walcowaty z nieco bulwiasto zgrubiałą podstawą, początkowo pełny, potem pusty. Powierzchnia o barwie od białej do białokremowej. Wewnątrz włóknisty. Pierścienia brak.
Miąższ
Białawy, o nieokreślonym, słabym zapachu i bez wyraźnego smaku.
Cechy mikroskopowe
Zarodniki 5,5–7,5 × 4,5–6 µm, kuliste. Cheilocystydy liczne, o kształcie od maczugowatego do gruszkowatego, bezbarwne, czasami z brązowawym pigmentowaniem, o wymiarach 30–75 × 12–27 µm. Pleurocystydy nieliczne, o wymiarach 35–60 × 15–23 µm, wąsko workowate lub maczugowate, bezbarwne. Strzępki w skórce kapelusza o kształcie maczugowatym, wrzecionowatym lub kulistym na trzoneczkach z brązowym pigmentem. Kaulocystydy również z brązowym pigmentem.

## Występowanie
Opisano występowanie tego gatunku w Ameryce Północnej, Europie i Japonii. W. Wojewoda w zestawieniu grzybów wielkoowocnikowych Polski w 2003 r. podaje 6 jego stanowisk z uwagą, że jego rozprzestrzenienie w Polsce i stopień zagrożenia nie są znane. Bardziej aktualne stanowiska podaje internetowy atlas grzybów. Znajduje się w nim na liście grzybów zagrożonych i wartych objęcia ochroną.
Grzyb saprotroficzny. Występuje w lasach liściastych i parkach, na ziemi, na zagrzebanym w ziemi martwym drewnie. Preferuje lasy wilgotne. Rozwija się głównie na drewnie olszy, rzadziej wierzby.